# 타르투스 해군 기지
타르투스 해군 기지에 대한 설명이다.

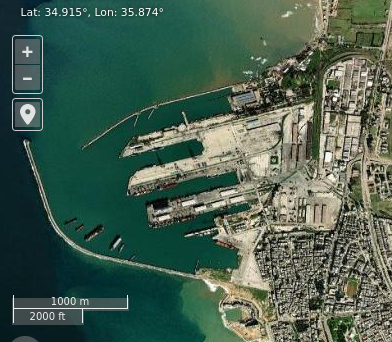

타르투스에 있는 러시아 해군 시설은 시리아 도시 타르투스 항구 북쪽 가장자리에 위치한 러시아 해군의 임대 군사 시설이다. 2017년까지 러시아 공식 사용에서는 해당 시설을 기지가 아닌 재료 기술 지원 지점(러시아어: Пункт Mатериально-Tехнического Oбеспечения, ПМТО)으로 분류했다. 2012년 기준 타르투스는 러시아 해군의 유일한 지중해 수리 및 보급 지점으로, 러시아 군함이 터키 해협을 통해 흑해 기지로 돌아갈 수 있는 기회를 제공한다.
아사드 정권의 몰락 이후인 2024년 12월 9일 기준 러시아의 기지 내 군사 주둔 여부는 여전히 불확실하다. 12월 11일, 이전에 타르투스 항구에 정박해 있던 많은 러시아 선박이 출발하여 적어도 일시적으로 연안에 있었고 일부는 근처에 있었다고 보고되었다. 그러나 러시아는 아직 철수하지 않았고 전투도 일어나지 않았으며 반군과 협상할 여지가 열려 있다.